# Faramea ovalis
Faramea ovalis är en måreväxtart som beskrevs av Paul Carpenter Standley. Faramea ovalis ingår i släktet Faramea och familjen måreväxter. Inga underarter finns listade i Catalogue of Life.